# Сан-Маркос (департамент)
Сан-Ма́ркос (исп. San Marcos) — один из 22 департаментов Гватемалы. Административный центр — город Сан-Маркос. Расположен на юго-западе страны. Департамент граничит на севере с Уэуэтенанго, на востоке и юго-востоке с Кесальтенанго, на юге c Реталулеу, на западе с Мексикой.

## История
2 февраля 1838 года Уэуэтенанго объединилось с Кетсалтенанго, Киче, Реталулеу, Сан-Маркосом и Тотоникапаном в недолговечное центральноамериканское государство Лос-Альтос. Государство было разрушено в 1840 году генералом Рафаэлем Каррера, ставшим президентом Гватемалы.

## Муниципалитеты
В административном отношении департамент подразделяется на 28 муниципалитетов:
- Аютла
- Катарина
- Комитансильо
- Консепсьон Тутуапа
- Эль-Кетцаль
- Эль-Тумбадор
- Эскипулас-Пало-Гордо
- Иксчигуан
- Ла-Реформа
- Малакатан
- Нуэво-Прогресо
- Окос
- Пахапита
- Рио-Бланко
- Сан-Антонио-Сакатепекес
- Сан-Кристобаль-Кучо
- Сан-Хосе-Охетенам
- Сан-Лоренсо
- Сан-Маркос
- Сан-Мигель-Иштауакан
- Сан-Пабло
- Сан-Педро-Сакатепекес
- Сан-Рафаэль-Пье-де-Ла-Куэста
- Сан-Сибиналь
- Сипакапе
- Такана
- Тахумулько
- Техутла